# 加泰罗尼亚共产主义青年
加泰罗尼亚共产主义青年（缩写为JCC）是加泰罗尼亚共产党人的青年翼。该组织成立于2014年。该组织以马克思列宁主义为指导思想。该组织主张加泰罗尼亚独立，建立加泰罗尼亚共和国。该组织的总书记是Ismael Benito Altamirano。该组织的总部位于巴塞罗那。该组织的机关刊物是《五月》。该组织是世界民主青年联盟的成员。该组织曾派代表参加欧洲共产主义青年组织会议。

共产主义者通常使用的选举标志